# Carl Benziger
Carl Josef Benziger, modernisiert Karl Benziger, (* 23. Juni 1877 in Einsiedeln; † 26. April 1951 in Lausanne) war ein Schweizer Diplomat.

## Leben
Er entstammte der Familie Benziger, die im 18. Jahrhundert im innerschweizerischen Marienwallfahrtsort Einsiedeln unter den zahlreichen Pilgern einen Handel mit Kreuzen und religiösen Souvenirs begann. Im Jahre 1792 bekam Johann Baptist Carl Benziger (1719–1802) durch das Stift Einsiedeln das Recht, auch Devotionalien und Bücher zu vertreiben. Sein Sohn Franz Benziger (1758–1827), Leiter der Klosterdruckerei, gründete 1798 eine selbstständige Druckerei. 1833 wurde von zwei Neffen Franz Benzigers – Söhne seines Bruders Josef Carl Benziger – das Verlags- und Druckunternehmen Gebrüder Carl und Nikolaus Benziger gegründet. Karl Benziger war mehr der Politik und Literatur zugetan und betreute den Verlag, Nikolaus der Technik und leitete die Druckerei, wo er 1844 eine der ersten maschinellen Druckpressen einführte.
Als Sohn des Verlagsbuchhändlers und Mitinhaber der Verlagsanstalt Beinziger & Co., Carl Benziger, und dessen Ehefrau Josefine geborene von Weber († 1881) kam Carl Benziger 1879 zur Welt. Nach dem Besuch der Volksschule in Einsiedeln und des Gymnasiums in Feldkirch studierte er an der Hochschule Bern und an die Universitäten Freiburg im Breisgau, München, Innsbruck und an der Ecole nationale des chartes in Paris. Er promovierte 1909 zum Dr. phil. und 1916 zum Dr. jur. Nachdem er im Staatsarchiv des Kantons Schwyz gearbeitet hatte, wurde er erster Bibliothekar der Stadt- und Hochschulbibliothek Bern. Seit 1916 war er erster Sekretär am Politischen Departement in Berlin. Von 1931 bis 1934 war Carl Benziger im Auftrag des Völkerbundes Präsident des internationalen Hafenrats in Danzig. Danach wurde er im Jahre 1935 zum Generalkonsul in Dublin ernannt. Vier Jahre später erfolgte seine Ernennung zum Geschäftsträger der dortigen Schweizer Botschaft. 1946 trat er in den Ruhestand und bezog seinen Landsitz in Tartegnin. Er starb 1951.